# Laktaši

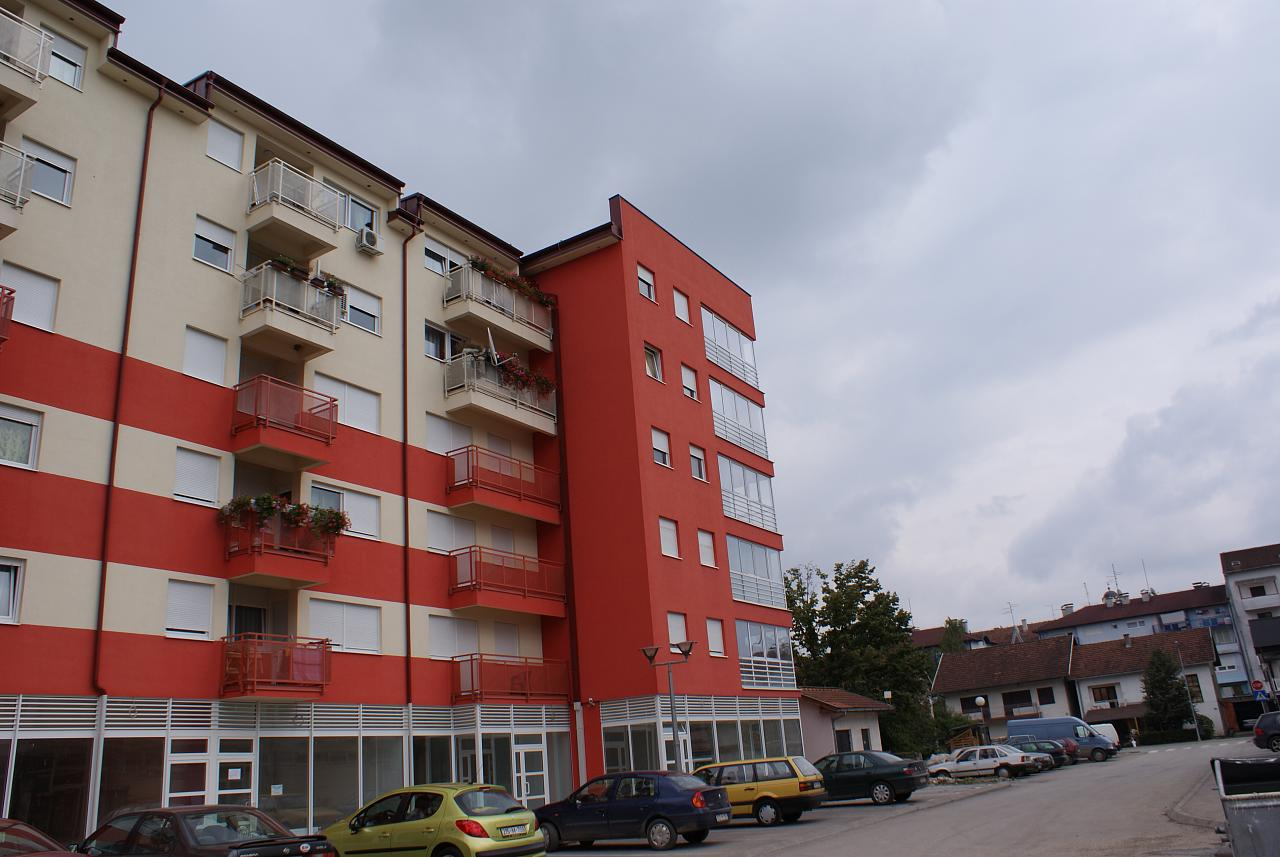
Straße im Zentrum der Stadt

Laktaši (serbisch-kyrillisch Лакташи) ist eine Stadt und die zugehörige Gemeinde im Norden von Bosnien und Herzegowina. Administrativ gehört sie seit dem Bosnienkrieg zur Republika Srpska.

## Geographie
Laktaši liegt rund 19 Kilometer nördlich von Banja Luka am Fluss Vrbas. Laktaši hat ungefähr 5.000 Einwohner und ist der Hauptort der gleichnamigen Gemeinde (Opština Laktaši) mit etwa 35.000 Einwohnern.

### Ortsteile
Aleksandrovac, Aleksići, Bakinci, Boškovići, Bukovica, Čardačani, Ćetojevići, Devetina, Dovići, Drugovići, Glamočani, Jablan, Jakupovci, Jaružani, Kadinjani, Kobatovci, Koljani, Kosijerovo, Kriškovci, Krnete, Laktaši, Ljubatovci, Maglajani, Mahovljani, Malo Blaško, Milosavci, Miloševci, Mrčevci, Papažani, Petoševci, Rajčevci, Riječani, Slatina, Šeškovci, Šušnjari, Trn und Veliko Blaško.
Trn war bereits 1991 der größte Ort der Gemeinde und wurde als unmittelbarer Vorort von Banja Luka in den 2000er Jahren von einem Bauboom erfasst. Es entstanden zahlreiche neue Wohnhäuser und Gewerbebauten.

## Demographie
Nach der Volkszählung 1971 lebten in Laktaši 25.997 Menschen, davon:
- 21.986 Serben (84,57 %)
- 2.731 Kroaten (10,50 %)
- 341 Bosniaken (1,14 %)
- 84 Jugoslawen (0,32 %)
- 855 andere (3,47 %)

Nach der Volkszählung 1991 lebten in Laktaši 29.910 Menschen, von denen
- 24.438 Serben (81,70 %)
- 2.584 Kroaten (8,63 %)
- 1.491 Jugoslawen (4,98 %)
- 506 Bosniaken (1,69 %)
- und 891 (3,00 %) andere waren.

Heute wohnen fast ausschließlich Serben in der Opština Laktaši (95,7 %).

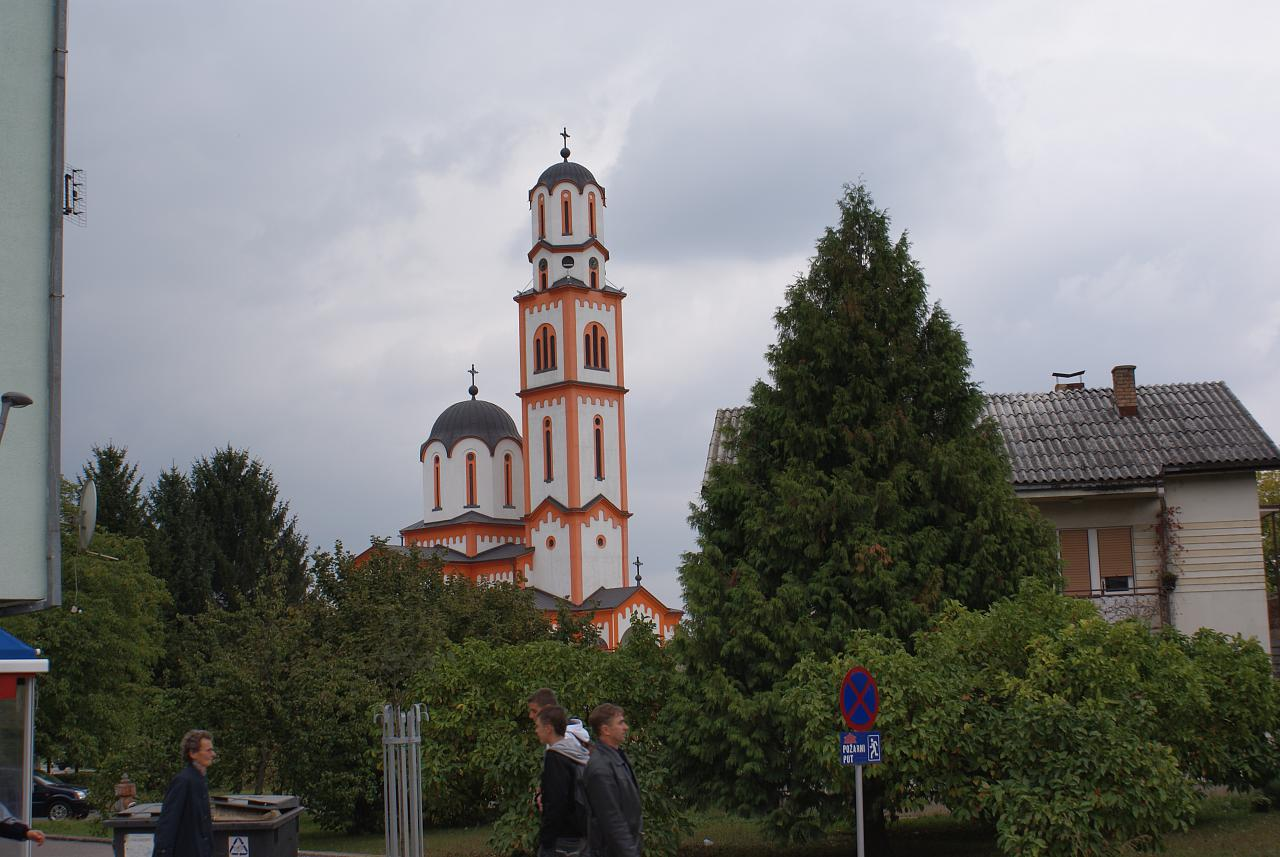
Die Serbisch-orthodoxe Kirche in Laktaši

## Sport
Der Fußballklub FK Laktaši spielte bis zur Saison 2009/10 in der Premijer Liga, der höchsten Spielklasse des Landes. Der Basketballklub KK Igokea ist mehrfacher Meister der bosnischen Liga und regelmäßiger Teilnehmer der regionalen Adriatischen Basketballliga (ABA-Liga).

## Verkehr

### Autobahn
Ab 2004 wurde an der Autobahn von Banja Luka in Richtung Gradiška und Kroatien gebaut. Der erste Abschnitt von Banja Luka bis zum Laktašer Ortsteil Mahovljani, in dem sich der Flugplatz Banja Luka befindet, sollte ursprünglich im September 2006 fertiggestellt werden, der Restabschnitt bis Ende 2008. Die Errichtung der circa 45 Kilometer langen Autobahn sollte rund 71 Millionen KM kosten (rund 36 Millionen €). Der Baufortschritt hat sich aber immer wieder verzögert, unter anderem durch den Bau des Tunnels im Ortsteil Klašnice sowie des umstrittenen Tunnels im Zentrum von Laktaši. Seit der Fertigstellung des Teilabschnittes, der Laktaši umgeht, werden die Dörfer entlang der Strecke Gradiška–Banja Luka sowie die Stadt Laktaši selbst vom Durchgangsverkehr entlastet. Eine weitere Entlastung soll mit der Eröffnung des neuen Autobahngrenzüberganges nach Kroatien erfolgen.

## Persönlichkeiten
- Milorad Dodik, Präsident der Republika Srpska; geboren 1959 in Laktaši